# Blood of the Nations
Blood of the Nations – dwunasty album heavymetalowej grupy Accept. Jest to pierwsza płyta wydana po reaktywacji zespołu z nowym wokalistą Markiem Tornillo.

## Lista utworów
1. „Beat the Bastards” – 5:24
2. „Teutonic Terror” – 5:13
3. „The Abyss” – 6:53
4. „Blood of the Nations” – 5:37
5. „Shades of Death” – 7:32
6. „Locked and Loaded” – 4:28
7. „Kill the Pain” – 5:47
8. „Rolling Thunder” – 4:54
9. „Pandemic” – 5:36
10. „New World Comin'” – 4:50
11. „No Shelter” – 6:04
12. „Bucket Full of Hate” – 5:12